# Grand Prix Formule 1 van Mexico 1988
De Grand Prix Formule 1 van Mexico 1988 werd gehouden op 29 mei 1988 in Mexico-Stad.

## Verslag

### Kwalificatie
Ayrton Senna pakte opnieuw de pole-position, voor teamgenoot Alain Prost. Gerhard Berger en Nelson Piquet stonden op de tweede rij.

### Race
De eerste start werd geannuleerd doordat de motor van Alessandro Nannini afsloeg. Bij de tweede start nam Prost de leiding, voor Senna die door een klein probleem even naar de derde plaats was teruggeslagen. Hij ging echter al snel opnieuw voorbij Piquet. Van dan af reden beide McLarens op de eerste en tweede plaats. Berger was voorbij Piquet gegaan en ging wel achter Senna maar moest al snel wat trager gaan rijden doordat hij een waarschuwing had gekregen voor een tekort aan brandstof. Dit bleek achter niet correct te zijn. In de 28ste ronde viel Nakajima uit met een probleem aan de turbo, in de 59ste ronde gevolgd door Piquet die een gelijkaardig probleem had. Beide Ferraris eindigden op dan ook op de derde en vierde plaats, voor de beide Arrows' van Derek Warwick en Eddie Cheever.

## Uitslag
| Positie | Nummer | Rijder             | Team            | Ronden | Tijd/Opgave         | Startplaats | Punten |
| ------- | ------ | ------------------ | --------------- | ------ | ------------------- | ----------- | ------ |
| 1       | 11     | Alain Prost        | McLaren-Honda   | 67     | 1:30:15.737         | 2           | 9      |
| 2       | 12     | Ayrton Senna       | McLaren-Honda   | 67     | + 7.104             | 1           | 6      |
| 3       | 28     | Gerhard Berger     | Ferrari         | 67     | + 57.314            | 3           | 4      |
| 4       | 27     | Michele Alboreto   | Ferrari         | 66     | + 1 Ronde           | 5           | 3      |
| 5       | 17     | Derek Warwick      | Arrows-Megatron | 66     | + 1 Ronde           | 9           | 2      |
| 6       | 18     | Eddie Cheever      | Arrows-Megatron | 66     | + 1 Ronde           | 7           | 1      |
| 7       | 19     | Alessandro Nannini | Benetton-Ford   | 65     | + 2 Rondes          | 8           |        |
| 8       | 20     | Thierry Boutsen    | Benetton-Ford   | 64     | + 3 Rondes          | 11          |        |
| 9       | 29     | Yannick Dalmas     | Larrousse-Ford  | 64     | + 3 Rondes          | 22          |        |
| 10      | 26     | Stefan Johansson   | Ligier-Judd     | 63     | + 4 Rondes          | 24          |        |
| 11      | 24     | Luis Perez-Sala    | Minardi-Ford    | 63     | + 4 Rondes          | 25          |        |
| 12      | 14     | Philippe Streiff   | AGS-Ford        | 63     | + 4 Rondes          | 19          |        |
| 13      | 32     | Oscar Larrauri     | EuroBrun-Ford   | 63     | + 4 Rondes          | 26          |        |
| 14      | 31     | Gabriele Tarquini  | Coloni-Ford     | 62     | + 5 Rondes          | 21          |        |
| 15      | 9      | Piercarlo Ghinzani | Zakspeed        | 61     | + 6 Rondes          | 18          |        |
| 16      | 16     | Ivan Capelli       | March-Judd      | 61     | + 6 Rondes          | 10          |        |
| NF      | 1      | Nelson Piquet      | Lotus-Honda     | 58     | Motor               | 4           |        |
| NF      | 22     | Andrea de Cesaris  | Rial-Ford       | 52     | Versnellingsbak     | 12          |        |
| NF      | 2      | Satoru Nakajima    | Lotus-Honda     | 27     | Motor               | 6           |        |
| NF      | 5      | Nigel Mansell      | Williams-Judd   | 20     | Motor               | 14          |        |
| NF      | 10     | Bernd Schneider    | Zakspeed        | 16     | Motor               | 15          |        |
| NF      | 6      | Riccardo Patrese   | Williams-Judd   | 16     | Motor               | 17          |        |
| NF      | 25     | René Arnoux        | Ligier-Judd     | 13     | Ongeluk             | 20          |        |
| NF      | 36     | Alex Caffi         | Dallara-Ford    | 13     | Remmen              | 23          |        |
| NF      | 15     | Mauricio Gugelmin  | March-Judd      | 10     | Elektrisch probleem | 16          |        |
| NF      | 30     | Philippe Alliot    | Larrousse-Ford  | 0      | Ophanging           | 13          |        |
| NQ      | 23     | Adrián Campos      | Minardi-Ford    |        |                     |             |        |
| NQ      | 3      | Jonathan Palmer    | Tyrrell-Ford    |        |                     |             |        |
| NQ      | 21     | Nicola Larini      | Osella          |        |                     |             |        |
| NQ      | 4      | Julian Bailey      | Tyrrell-Ford    |        |                     |             |        |
| DQ      | 33     | Stefano Modena     | EuroBrun-Ford   |        | Gediskwalificeerd   |             |        |

## wetenswaardigheden
- Stefano Modena werd uitgesloten wegens een onreglementaire achtervleugel.

## Statistieken
| Pole-position | Ayrton Senna | McLaren-Honda | 1:17.468 |
| Snelste ronde | Alain Prost  | McLaren-Honda | 1:18.608 |

1962 · 1963 · 1964 · 1965 · 1966 · 1967 · 1968 · 1969 · 1970 · 1986 · 1987 · 1988 · 1989 · 1990 · 1991 · 1992 · 2015 · 2016 · 2017 · 2018 · 2019